# Franz Retz
Franz Retz (13 de setembre de 1673, Praga - † 19 de novembre de 1750, Roma) fou general de la Companyia de Jesús.
Entrà als jesuïtes el 1689, estudià filosofia (1692-1694) i teologia (1700-1703) a Olomouc. Rebé el grau de doctor en filosofia a Olomouc el 1703 i de teologia a Praga el 1708. Poc després d'iniciar la seva feina com a educador fou cridat a Roma per a la tasca d'administratiu a l'orde. Escollit provincial de Bohèmia (1718-1720) i rector de l'escola superior de Praga (1720-1723). Des del 1725 fou l'assistent d'Europa Central i vicari general. Després de la mort de Michelangelo Tamburini (1730) convocà la XVI Congregació General.
Hi fou escollit unànimament general. La seva administració va influir en el floriment de l'orde. Fou un període tranquil en la història dels jesuïtes. Les missions es desenvoluparen intensament. La Companyia de Jesús augmentava quantitativament. En el moment de la seva mort la societat tenia 39 províncies, 24 cases professes, 669 col·legis, 61 noviciats, 335 residències, 273 estacions missionals, 176 seminaris i 22.589 religiosos, dels quals 11.293 sacerdots.